# Snake Eyes
Snake Eyes er en amerikansk film fra 1998, instrueret af Brian De Palma.
Filmen omhandler politibetjenten Rick Santaro (Nicolas Cage) og hans ven Kevin Dunne (Gary Sinise). De to skal beskytte forsvarsministeren til en boksekamp, men ministeren bliver myrdet og for at opklare mordet vælger Rick at koncentrere sig om et vidne, Julia Costello (Carla Gugino), som talte med ham før han døde.

## Udvalgte medvirkende
- Nicolas Cage som Richard "Rick" Santoro
- Gary Sinise som Kevin Dunne
- Carla Gugino som Julia Costello
- Joel Fabiani som Charles Kirkland
- John Heard som Gilbert Powell
- Stan Shaw som Lincoln Tyler
- Kevin Dunn som Lou Logan
- Michael Rispoli som Jimmy George
- Luis Guzmán som Cyrus
- David Anthony Higgins som Ned Campbell
- Mike Starr som Walt McGahn
- Tamara Tunie som Anthea
- Chip Zien som Mickey Alter
- Jayne Heitmeyer som Serena